# (11581) Philipdejager
(11581) Philipdejager (1994 PK9) – planetoida z pasa głównego asteroid okrążająca Słońce w ciągu 5,14 lat w średniej odległości 2,98 j.a. Odkryta 10 sierpnia 1994 roku.